# Adelheid von Braunschweig († 1274)
Adelheid Herzogin von Braunschweig († 12. Juni 1274 in Marburg) war durch Heirat Landgräfin von Hessen.

## Leben
Adelheid von Braunschweig war die Tochter des Herzogs Otto von Braunschweig (1204–1252) und dessen Gemahlin Mathilde von Brandenburg († 1261) und wuchs zusammen mit ihren Geschwistern
- Mathilde († 1295/96), ⚭ 1245 Graf Heinrich II. von Anhalt
- Helene (1231–1273), 1. ⚭ 1239 Landgraf Hermann II. von Thüringen, 2. ⚭ 1248 Herzog Albrecht I. von Sachsen-Wittenberg
- Otto († 1247)
- Elisabeth († 1266, ⚭ 1252 Graf Wilhelm II. von Holland)
- Albrecht I. (1236–1279), 1. ⚭ 1252 Elisabeth von Brabant (1243–1261), Tochter des Herzogs Heinrich II. von Brabant, 2. ⚭ 1266 Adelasia von Montferrat († 1285)
- Johann I. (1242–1277, ⚭ 1265 Liutgard von Holstein († nach 1289))
- Otto I. († 1279), Bischof von Hildesheim
- Konrad († 1300), Bischof von Verden
- Agnes († nach 1302,  ⚭ 1263 Fürst Wizlaw II. von Rügen)

auf.
Am 10. September 1263 heiratete sie den Landgrafen Heinrich von Hessen, der Begründer des Fürstenhauses Hessen war. Aus der Ehe stammen die Kinder
- Sophia (1264–1331), verheiratet mit Graf Otto I. von Waldeck
- Heinrich der Jüngere (1265–1298), verheiratet mit Agnes, Herzogin von Bayern
- Mechthild (1267–1332), verheiratet in erster Ehe mit Graf Gottfried VI. von Ziegenhain, in zweiter Ehe mit Graf Philipp III. von Falkenstein-Münzenberg
- Adelheid (1268–1317), verheiratet mit Graf Berthold VII. von Henneberg
- Elisabeth die Ältere (1269–19. Februar 1293), verheiratet mit Graf Johann I. von Sayn-Sponheim
- Otto I. (um 1272–1328), Landgraf von Oberhessen 1308 und von Niederhessen 1311

Adelheid wurde in der Marburger Elisabethkirche beigesetzt.